# Nuckelavee
 (février 2016).
Si vous disposez d'ouvrages ou d'articles de référence ou si vous connaissez des sites web de qualité traitant du thème abordé ici, merci de compléter l'article en donnant les références utiles à sa vérifiabilité et en les liant à la section « Notes et références ».

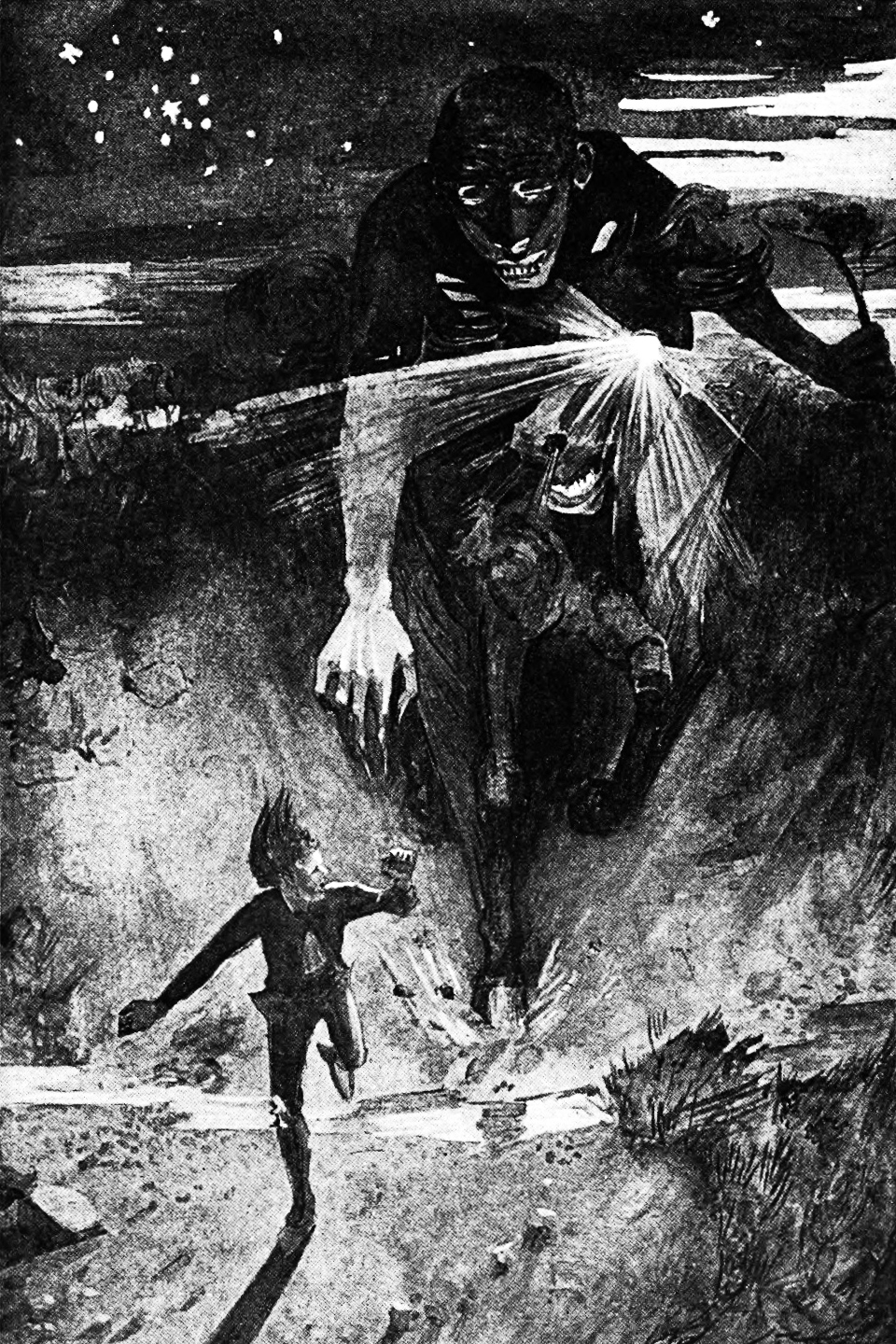
Le Nuckelavee pourchassant un insulaire, peinture de James Torrance (1859-1916).

Le Nuckelavee est une créature du folklore écossais issue de la famille des Fuath.
Issu de la mythologie celtique[réf. nécessaire], le Nuckelavee est le plus horrible des « elfes » écossais. Il vit principalement dans la mer, mais est aussi tenu responsable des mauvaises récoltes, des épidémies et des sécheresses. Son souffle peut faire se faner les récoltes et rendre malade le bétail.
Il ressemble à un cheval sur le dos duquel est rattaché le torse d'un homme. Les descriptions sont contradictoires: selon certaines, il ressemble à un centaure, mais selon d'autres, il a bien la tête d'un cheval, la partie humaine étant positionnée là où se tiendrait un cavalier. Le torse humain n'a pas de jambes, mais ses longs bras atteignent le sol depuis sa position sur le dos du cheval, dont les jambes se terminent souvent par des nageoires. Le nuckelavee a une énorme bouche en forme de museau qui exhale une vapeur toxique et nauséabonde, et un œil unique et ardent, qui brûle d'une flamme rouge. Le plus horrible dans son aspect est le fait qu'il n'a pas de peau. Un sang noir parcourt ses veines jaunes, et on peut voir directement la masse pulsante de ses muscles puissants parcourus de tendons pâles.
Il a une aversion pour l'eau courante et ceux qu'il pourchasse n'ont qu'à traverser un simple ruisseau pour se débarrasser de lui. Une autre chose que le Nuckelavee déteste est le fait de brûler des algues pour créer du varech. Cela l'enrage et il se met alors à causer des massacres. Dans ce cas, la seule personne capable de l'arrêter est le Mither o’ the Sea (en), un autre être divin de la mythologie celtique et des Orcades.

## Adaptations dans les médias
- Le Nuckelavee est un boss du jeu vidéo The Bard's Tale.
- Un Nuckelavee est présent dans l'épisode 4 de la saison 2 de la série Grimm.
- Le Nuckelavee est une créature de Grimm très puissante dans le volume 4 de la série  RWBY, il a détruit de nombreux villages pendant des années, notamment le village de Ren et Nora.
- Dans le manga Jojo's Bizarre Adventure : Stone Ocean, le stand de Enrico Pucci, White Snake, finit par devenir Made In Heaven, qui a l'apparence d'un nuckelavee.
- Sur le site de creepypasta de la fondation SCP, le Nuckelavee est une entité anormale, recensée sous le numéro SCP-3456.
- Dans le manga Chainsaw Man, le Démon des enfers possède une forme rappelant celle d'un Nuckelavee.
- Dans le manga The Ancient Magus Bride, Un Nuckelavee attaque la protagoniste.